# روسيلين سانشيز
روسيلين سانشيز رودريغيز (بالإسبانية: Roselyn Sánchez Rodríguez) هي ممثلة ومغنية وكاتبة أغاني وكاتبة سيناريو ومنتجة وعارضة أزياء من بورتوريكو. وُلدت في 2 أبريل 1973 بمدينة سان خوان، عاصمة بورتوريكو. تُعرف أحيانًا بألقاب مثل "بوبي" أو "روس". من أشهر أعمالها دورها في فيلم ساعة الذروة 2 إلى جانب جاكي شان وكريس تاكر. كما تعاونت مع المغني الشهير بيتبول في عدد من الأغاني المصورة.

## روابط خارجية
- روسيلين سانشيز على موقع IMDb (الإنجليزية)
- روسيلين سانشيز على موقع ميتاكريتيك (الإنجليزية)
- روسيلين سانشيز على موقع روتن توميتوز (الإنجليزية)
- روسيلين سانشيز على موقع قاعدة بيانات الأفلام العربية
- روسيلين سانشيز على موقع ألو سيني (الفرنسية)
- روسيلين سانشيز على موقع ميوزك برينز (الإنجليزية)
- روسيلين سانشيز على موقع أول موفي (الإنجليزية)
- روسيلين سانشيز على موقع قاعدة بيانات الأفلام السويدية (السويدية)
- روسيلين سانشيز على موقع إن إن دي بي (الإنجليزية)
- روسيلين سانشيز على موقع قاعدة بيانات الفيلم (الإنجليزية)